# Železniční trať Budyšín – Bad Schandau
Železniční trať Budyšín – Bad Schandau, v úseku Sebnitz – Bad Schandau také zvaná německy Sebnitztalbahn (Dráha Sebnického údolí), je jednokolejná neelektrifikovaná železniční trať v Sasku. Používány jsou v současnosti jen její části z Wilthenu do Oberottendorfu a z Neustadtu do Bad Schandau. Úseky Budyšín–Wilthen a Oberottendorf–Neustadt jsou mimo provoz.

## Navazující tratě

### Budyšín
- trať Zhořelec – Budyšín – Bischofswerda – Drážďany
- býv. trať Budyšín – Hoyerswerda

### Großpostwitz
- býv. trať Großpostwitz – Löbau

### Wilthen
- trať (Liberec – Žitava –) Oberoderwitz – Wilthen

### Neukirch (Lužice) Západ
- trať Neukirch (Lužice) Západ – Bischofswerda

### Neustadt in Sachsen
- trať Neustadt – Dürrröhrsdorf (– Pirna)

### Sebnitz
- trať Rumburk – Sebnitz

### Goßdorf-Kohlmühle
- býv. úzkorozchodná trať Goßdorf-Kohlmühle – Hohnstein

### Bad Schandau
- trať Děčín – Bad Schandau – Pirna – Dresden

## Dnešní provoz
Úsek Wilthen – Neukirch Západ využívají příme spoje Drážďany hl. n. – Žitava – Liberec (dopravce DB Regio). Po úseku Neustadt – Sebnitz – Bad Schandau v současnosti jezdí osobní vlaky linky Pirna – Dürrröhrsdorf – Neustadt – Sebnitz (dopravce Städtebahn Sachsen), do 4. července 2014 i dále do Bad Schandau. V roce 2014 jsou osobní vlaky vedeny vozidly Siemens Desiro.
Od 5. července 2014 je úsek Sebnitz – Bad Schandau využíván vlaky linky U28 systému RegioTakt Ústecký kraj Rumburk – Mikulášovice – Dolní Poustevna – Sebnitz – Bad Schandau – Schöna – Dolní Žleb – Děčín. Dopravu zajišťuje dopravce České dráhy v kooperaci s DB Regio. Vlaky jsou vedeny vozidly Siemens Desiro společnosti DB Regio.

## Galerie

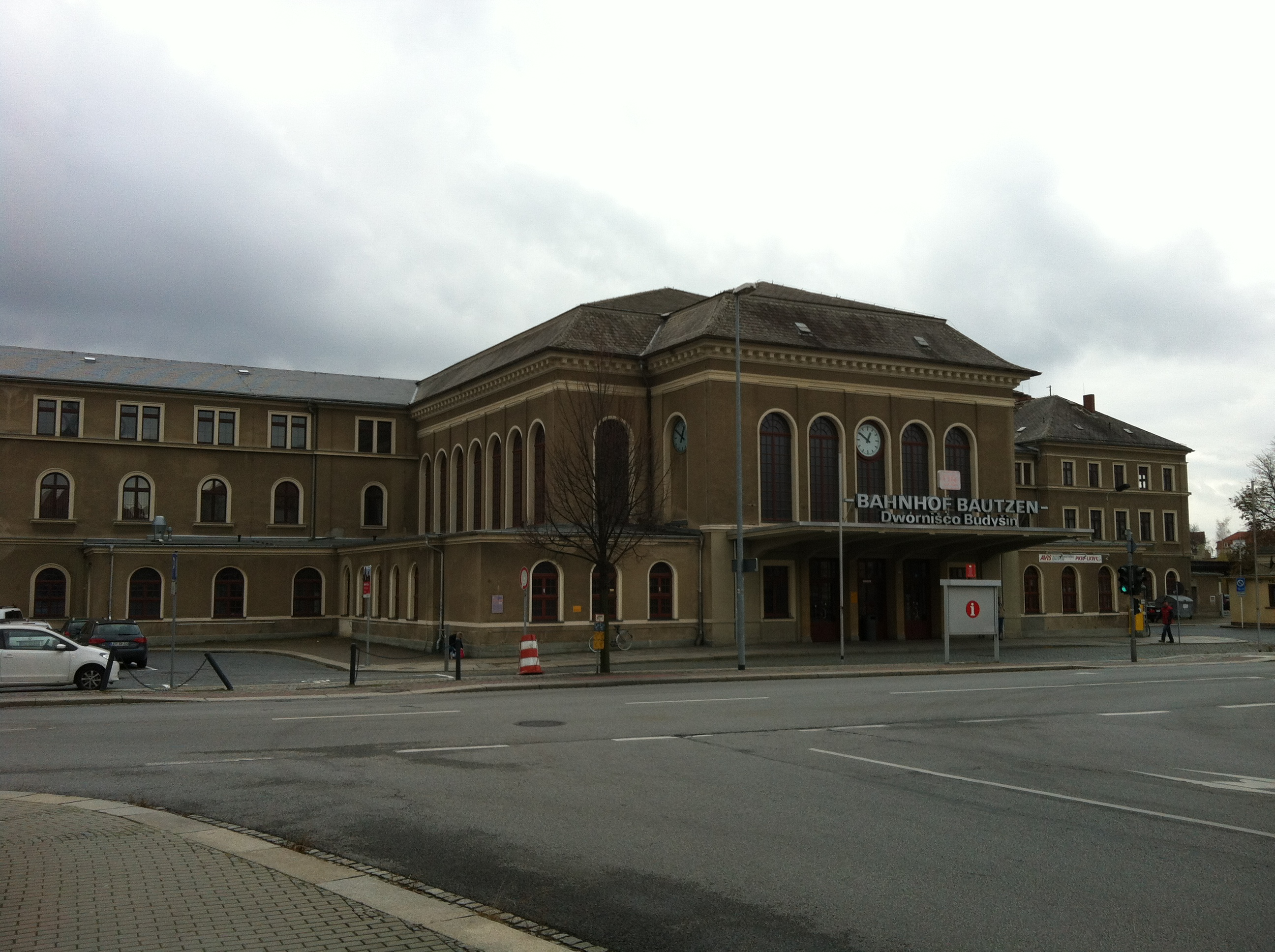
Nádraží v Budyšíně
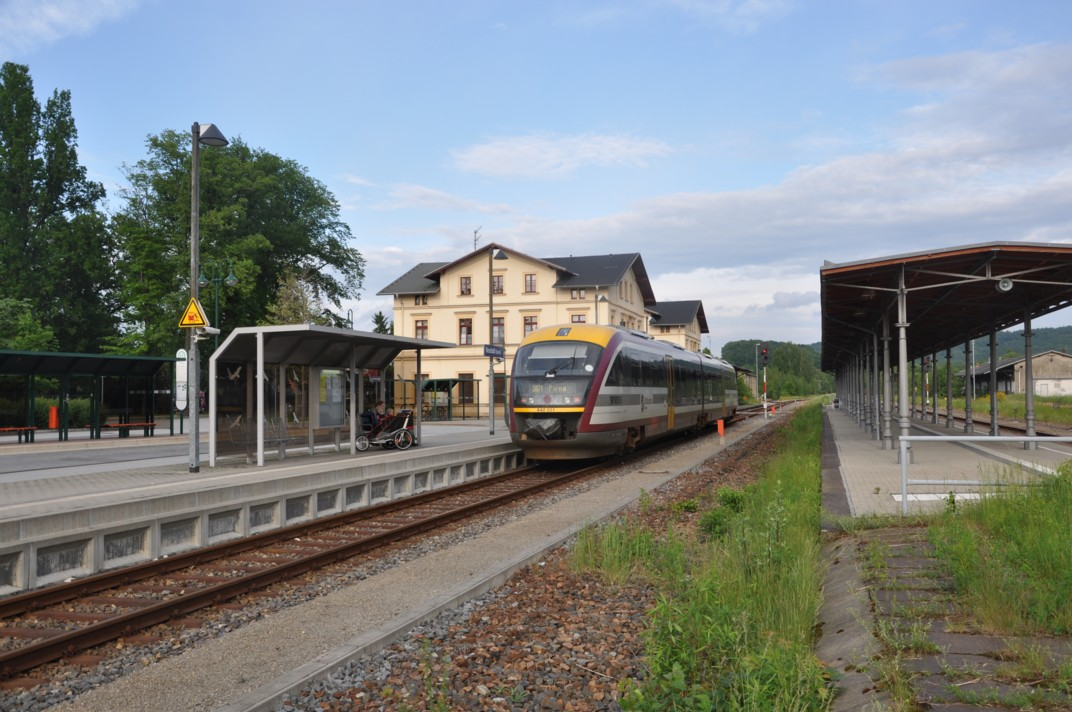
Vlak společnosti Städtebahn Sachsen v Neustadtu
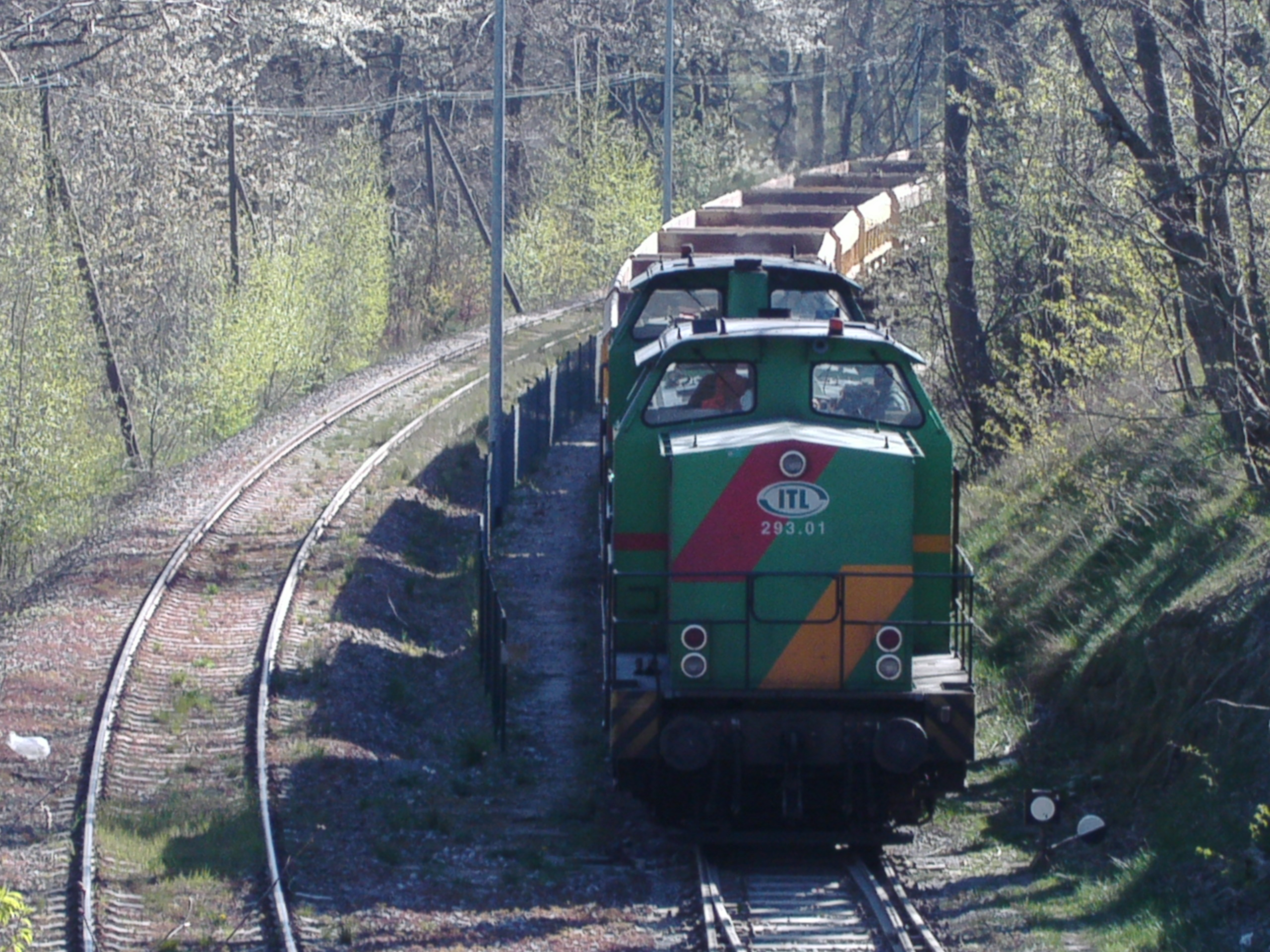
Vlečka v Oberottendorfu
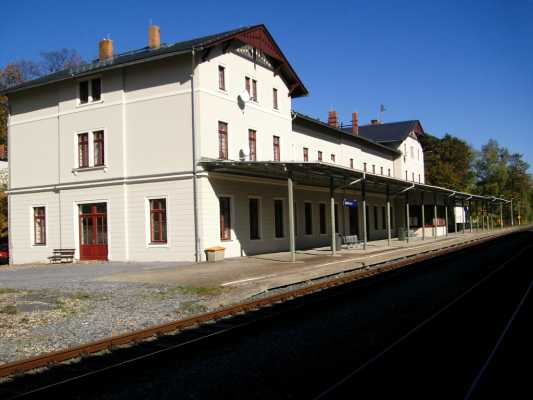
Nádraží v Sebnitz
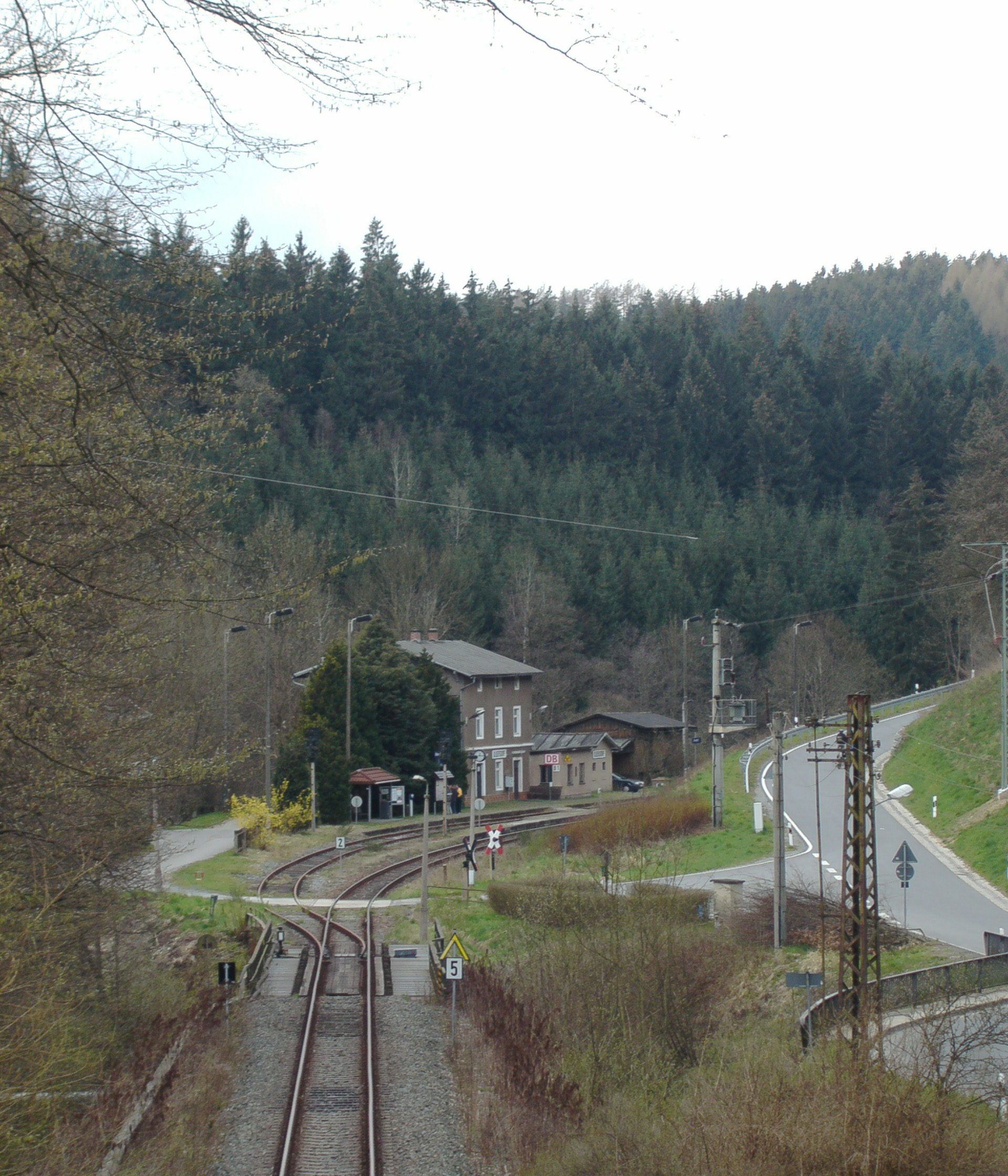
Zastávka v Ulbersdorfu
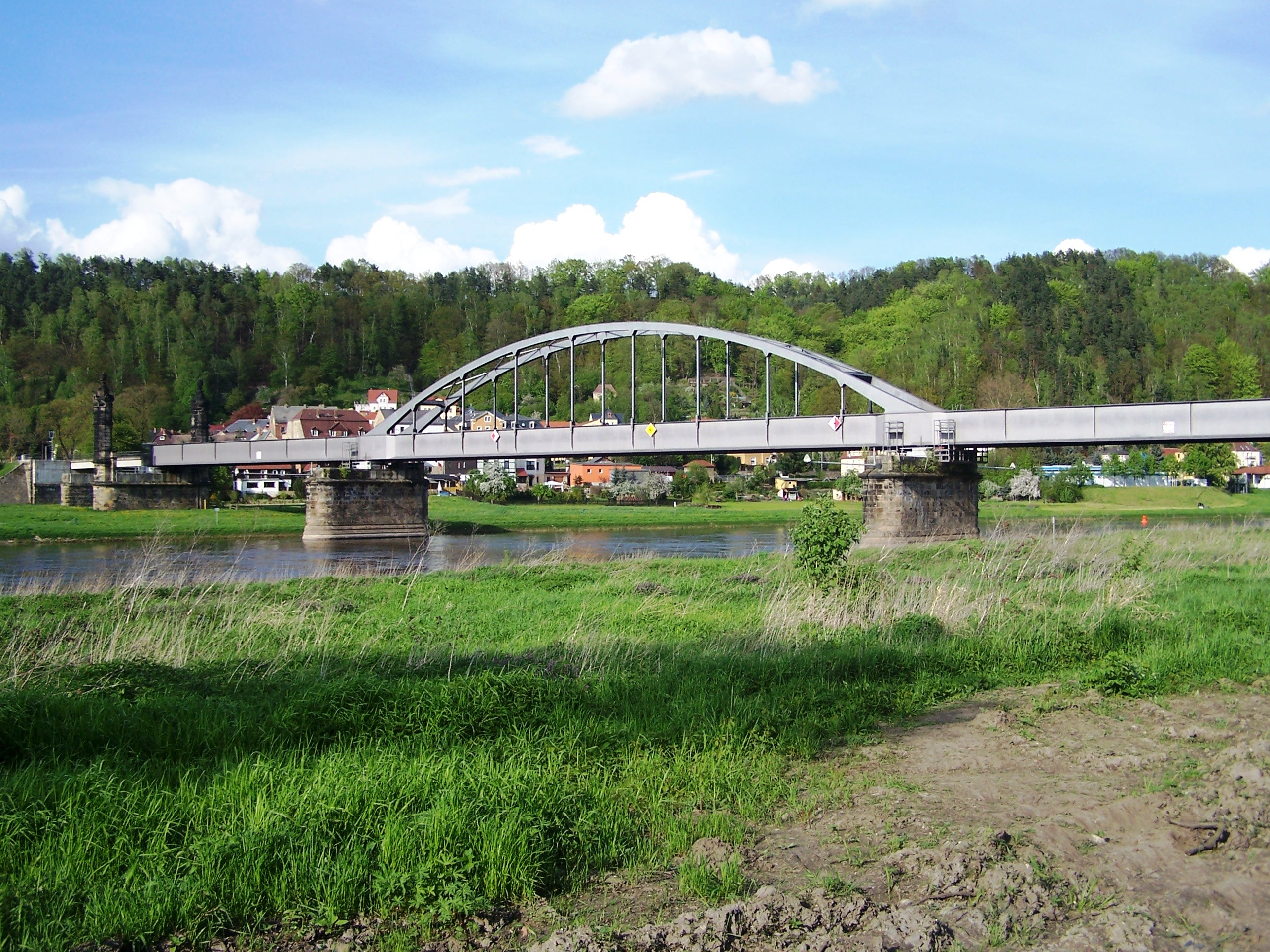
Most Carolabrücke přes Labe v Bad Schandau